# Чёрно-жёлтый веслоног
Чёрно-жёлтый веслоног (лат. Boophis goudotii) — вид лягушек из рода мадагаскарские веслоноги (Boophis) семейства мантеллы.

## Общие сведения
Чёрно-жёлтый веслоног является эндемиком Мадагаскара. Вид широко распространён и его природной средой обитания являются субтропические и тропические влажные низменные леса, субтропические и тропические горные регионы с влажным климатом, болота и речные поймы, пресноводные марши, обрабатываемые человеком сельскохозяйственные угодья и сады, пруды и каналы. Этот вид обитает также в лесных массивах, подвергаемых промышленной вырубке.
Согласно классификации МСОП, вид относится к категории находящиеся под наименьшей угрозой (LC).